# Szellemi alkotás
A szellemi alkotás az iparjogvédelem és a szerzői jog által oltalmazott alkotások gyűjtőneve.
A szellemi alkotásokkal kapcsolatos jogviszonyokat egyre gyakrabban szellemi tulajdonnak nevezik. Az ENSZ-nek a szellemi alkotások jogára szakosított szerve is a Szellemi Tulajdon Világszervezete (WIPO) nevet viseli.

„A szellemi alkotások joga a polgári jog viszonylag önálló, sajátos területe. Mind az áruviszonyelmélet, mind a struktúraelmélet képviselői egyaránt a polgári jog szerves részének tekintik. Viszonylagos önállóságát a jogviszonyok sajátos tárgya is megalapozza. E jogterület jogviszonyait az alkotáscentrikus megközelítés jellemzi.”

## Magyarországon
A magyar polgári jog művelői egyetértenek abban, hogy a szellemi alkotások joga a polgári jog sajátos területe. A szellemi alkotások joga mint gyűjtőfogalom egyrészt a szerzői jogot, másrészt az iparjogvédelmet foglalja magába. A Polgári Törvénykönyv védi továbbá azokat a szellemi alkotásokat is, amelyekről a külön jogszabályok nem rendelkeznek, de amelyek társadalmilag széles körben felhasználhatók és még közkinccsé nem váltak. (know-how)

### A korábbi magyar Polgári Törvénykönyvben
A többször módosított 1959. évi IV. törvény 86. és 87. §-ai A szellemi alkotásokhoz fűződő jogok alcímen tárgyalják ezt a jogterületet.
A szellemi alkotás a törvény védelme alatt áll. [Ptk. 86. § (1) bek.]

#### Külön jogszabályok
A védelmet - a Ptk. rendelkezésein kívül - az alkotások meghatározott fajtáira, valamint egyes rokon tevékenységekre a szerzői, az iparjogvédelmi (a szabadalmi, a védjegy-, eredetmegjelölés-, származásjelzés- és mintaoltalom), valamint a hangfelvételek előállítóit védő jogszabályok határozzák meg. [Ptk. 86. § (2) bek.] Ezeket a Ptk. "külön jogszabályoknak" nevezi.

#### Polgári jogi igények
A személyeket védelem illeti meg a vagyoni értékű gazdasági, műszaki és szervezési ismereteik és tapasztalataik tekintetében is. A védelmi idő kezdetét és tartamát jogszabály határozza meg. [Ptk. 86. § (4) bek.]
A szellemi alkotásokhoz fűződő jogok vagyoni értékű jogok.
Akinek a szellemi alkotáshoz fűződő jogát megsértik - a külön jogszabályban meghatározott védelmen kívül - a személyhez fűződő jogok megsértése esetén irányadó polgári jogi igényeket támaszthatja. [Ptk. 87. § (1) bek.]

#### A know-how a Ptk.-ban
A törvény védi azokat a szellemi alkotásokat is, amelyekről a külön jogszabályok nem rendelkeznek, de amelyek társadalmilag széles körben felhasználhatók és még közkinccsé nem váltak. [Ptk. 86. § (3) bek.]
A külön jogszabályok hatálya alá nem tartozó szellemi alkotásokat és a személyek vagyoni értékű gazdasági, műszaki, szervezési ismereteit és tapasztalatait (ez utóbbiakat együtt know-how néven szokták emlegetni.) érintő védelem körében a jogosult azt is követelheti, hogy az eredményeit elsajátító vagy felhasználó személy részeltesse őt az elért vagyoni eredményben. [Ptk. 87. § (2) bek.]

### A hatályos magyar Polgári törvénykönyvben
A 2014. március 15-e óta hatályos 2013. évi törvény újra szabályozta a szellemi alkotások jogának polgári jogi alapjait.

## Elméletek a szellemi alkotásokról
„Tulajdoni elmélet: lényegében a tulajdonjog tárgyaként minősíti a szellemi alkotáshoz fűződő érdekeket. A tulajdon szabadságának, korlátlanságának elvét a szellemi alkotásokra kiterjesztve biztosítja az alkotó oltalmát, alkotása tekintetében fennálló rendelkezési jogát. A tulajdoni elmélet bírálata, hogy kizárólag az
alkotásokhoz fűződő vagyoni érdekek kifejezésére alkalmas. A magyar civilisztikai irodalomban hagyományosan elutasították ezt az elméletet, csak az abszolút szerkezettel való rokonságot ismerik el.
Eszmei javak elmélete: a szellemi alkotás jelentősen különbözik a fizikai dolgoktól, ezért a hozzá fűződő érdekek jogi oltalmára a tulajdonjog intézménye nem alkalmas. Az immateriális javak oltalmára szolgáló jogintézmények is abszolút szerkezetű, kizárólagos jogosultságot teremtenek, ez azonban csak szerkezeti rokonságot mutat a tulajdonjoga. Az elméletnek a vagyoni oldal kizárólagosságát nem sikerült következetesen feloldania, a személyiséghez fűződő érdekeket pedig csak hangsúlyozza, de nem tudta sikerrel beépíteni (dualista koncepció).
Személyiségi jogi elmélet: Gierke nevéhez fűződik. A személyiségi oldal elsődlegességét vallja, a vagyoni oldalt esetlegesnek tekinti. Megalapozza ezzel a szellemi alkotások monista elvi alapra építő felfogását.
Kombinációs elméletek: Ulmer teóriája szerint a személyiségi jellegű és a vagyoni jogosítványok szétválaszthatatlanok.
Versenyjogi elmélet: Elster szerint a szellemi alkotások alapvető rendeltetése a felhasználás, ezért jogi természetük lényegét a versenyfunkcióban kell látni.”